# Lista över fornlämningar i Nyköpings kommun (Halla)
Lista över fornlämningar i Nyköpings kommun (Halla) är en förteckning av ett urval av de fornlämningar som finns i Halla i Nyköpings kommun.
| Namn                      | Lämningstyp             | Tillkomsttid | Historisk indelning | Plats | Läge                 | ID-nr          | Bild                                 |
| ------------------------- | ----------------------- | ------------ | ------------------- | ----- | -------------------- | -------------- | ------------------------------------ |
| Halla 1:1                 | Gravfält                |              | Halla, Södermanland |       | 58.832292, 16.645020 | 10032800010001 | Ladda upp en bild av detta fornminne |
| Halla 2:1                 | Stensättning            |              | Halla, Södermanland |       | 58.831848, 16.643200 | 10032800020001 | Ladda upp en bild av detta fornminne |
| Halla 3:1                 | Stensättning            |              | Halla, Södermanland |       | 58.835707, 16.642176 | 10032800030001 | Ladda upp en bild av detta fornminne |
| Halla 4:1                 | Gravfält                |              | Halla, Södermanland |       | 58.833363, 16.648070 | 10032800040001 | Ladda upp en bild av detta fornminne |
| Halla 5:1                 | Gravfält                |              | Halla, Södermanland |       | 58.833035, 16.650577 | 10032800050001 | Ladda upp en bild av detta fornminne |
| Halla 6:1                 | Stensättning            |              | Halla, Södermanland |       | 58.835232, 16.664612 | 10032800060001 | Ladda upp en bild av detta fornminne |
| Halla 6:2                 | Stensättning            |              | Halla, Södermanland |       | 58.835034, 16.664662 | 10032800060002 | Ladda upp en bild av detta fornminne |
| Halla 6:3                 | Stensättning            |              | Halla, Södermanland |       | 58.834970, 16.665113 | 10032800060003 | Ladda upp en bild av detta fornminne |
| Eggardsnäs (Halla 7:1)    | Slott/herresäte         |              | Halla, Södermanland |       | 58.835061, 16.669480 | 10032800070001 | Ladda upp en bild av detta fornminne |
| Halla 8:1                 | Hög                     |              | Halla, Södermanland |       | 58.843786, 16.638966 | 10032800080001 | Ladda upp en bild av detta fornminne |
| Ivar Blås hög (Halla 9:1) | Gravfält                |              | Halla, Södermanland |       | 58.844138, 16.640047 | 10032800090001 | Ladda upp en bild av detta fornminne |
| Halla 10:1                | Gravfält                |              | Halla, Södermanland |       | 58.843432, 16.651622 | 10032800100001 | Ladda upp en bild av detta fornminne |
| Halla 11:3                | Hög                     |              | Halla, Södermanland |       | 58.844196, 16.650392 | 10032800110003 | Ladda upp en bild av detta fornminne |
| Halla 11:4                | Hög                     |              | Halla, Södermanland |       | 58.843926, 16.650477 | 10032800110004 | Ladda upp en bild av detta fornminne |
| Halla 12:1                | Hög                     |              | Halla, Södermanland |       | 58.844786, 16.649440 | 10032800120001 | Ladda upp en bild av detta fornminne |
| Halla 12:2                | Hög                     |              | Halla, Södermanland |       | 58.844835, 16.649963 | 10032800120002 | Ladda upp en bild av detta fornminne |
| Halla 12:3                | Hög                     |              | Halla, Södermanland |       | 58.844627, 16.650077 | 10032800120003 | Ladda upp en bild av detta fornminne |
| Halla 14:1                | Gravfält                |              | Halla, Södermanland |       | 58.845426, 16.654468 | 10032800140001 | Ladda upp en bild av detta fornminne |
| Halla 15:1                | Gravfält                |              | Halla, Södermanland |       | 58.845589, 16.657284 | 10032800150001 | Ladda upp en bild av detta fornminne |
| Halla 16:1                | Hög                     |              | Halla, Södermanland |       | 58.845406, 16.661374 | 10032800160001 | Ladda upp en bild av detta fornminne |
| Halla 17:1                | Röse                    |              | Halla, Södermanland |       | 58.846483, 16.664572 | 10032800170001 | Ladda upp en bild av detta fornminne |
| Halla 19:2                | Stensättning            |              | Halla, Södermanland |       | 58.847559, 16.668743 | 10032800190002 | Ladda upp en bild av detta fornminne |
| Halla 19:3                | Röse                    |              | Halla, Södermanland |       | 58.848029, 16.668517 | 10032800190003 | Ladda upp en bild av detta fornminne |
| Halla 20:1                | Gravfält                |              | Halla, Södermanland |       | 58.860693, 16.630686 | 10032800200001 | Ladda upp en bild av detta fornminne |
| Halla 21:1                | Gravfält                |              | Halla, Södermanland |       | 58.859777, 16.633103 | 10032800210001 | Ladda upp en bild av detta fornminne |
| Halla 22:1                | Gravfält                |              | Halla, Södermanland |       | 58.863321, 16.644334 | 10032800220001 | Ladda upp en bild av detta fornminne |
| Halla 23:1                | Gravfält                |              | Halla, Södermanland |       | 58.862097, 16.651325 | 10032800230001 | Ladda upp en bild av detta fornminne |
| Halla 24:1                | Stensättning            |              | Halla, Södermanland |       | 58.865300, 16.654688 | 10032800240001 | Ladda upp en bild av detta fornminne |
| Halla 25:1                | Stensättning            |              | Halla, Södermanland |       | 58.865950, 16.653268 | 10032800250001 | Ladda upp en bild av detta fornminne |
| Halla 26:1                | Stensättning            |              | Halla, Södermanland |       | 58.864183, 16.653920 | 10032800260001 | Ladda upp en bild av detta fornminne |
| Halla 26:2                | Stensättning            |              | Halla, Södermanland |       | 58.864100, 16.653948 | 10032800260002 | Ladda upp en bild av detta fornminne |
| Halla 26:3                | Stensättning            |              | Halla, Södermanland |       | 58.864149, 16.654159 | 10032800260003 | Ladda upp en bild av detta fornminne |
| Halla 26:4                | Stensättning            |              | Halla, Södermanland |       | 58.864283, 16.653854 | 10032800260004 | Ladda upp en bild av detta fornminne |
| Halla 27:1                | Gravfält                |              | Halla, Södermanland |       | 58.864855, 16.652367 | 10032800270001 | Ladda upp en bild av detta fornminne |
| Halla 28:1                | Stensättning            |              | Halla, Södermanland |       | 58.870144, 16.622797 | 10032800280001 | Ladda upp en bild av detta fornminne |
| Halla 29:1                | Gravfält                |              | Halla, Södermanland |       | 58.866338, 16.610745 | 10032800290001 | Ladda upp en bild av detta fornminne |
| Halla 30:1                | Stensättning            |              | Halla, Södermanland |       | 58.867279, 16.610067 | 10032800300001 | Ladda upp en bild av detta fornminne |
| Halla 31:1                | Gravfält                |              | Halla, Södermanland |       | 58.867841, 16.609024 | 10032800310001 | Ladda upp en bild av detta fornminne |
| Halla 32:1                | Gravfält                |              | Halla, Södermanland |       | 58.877452, 16.597533 | 10032800320001 | Ladda upp en bild av detta fornminne |
| Halla 33:1                | Gravfält                |              | Halla, Södermanland |       | 58.877957, 16.586702 | 10032800330001 | Ladda upp en bild av detta fornminne |
| Halla 34:1                | Stensättning            |              | Halla, Södermanland |       | 58.879033, 16.585540 | 10032800340001 | Ladda upp en bild av detta fornminne |
| Halla 35:1                | Gravfält                |              | Halla, Södermanland |       | 58.878262, 16.580808 | 10032800350001 | Ladda upp en bild av detta fornminne |
| Halla 36:1                | Gravfält                |              | Halla, Södermanland |       | 58.882271, 16.576897 | 10032800360001 | Ladda upp en bild av detta fornminne |
| Halla 37:1                | Röse                    |              | Halla, Södermanland |       | 58.885632, 16.598676 | 10032800370001 | Ladda upp en bild av detta fornminne |
| Halla 37:2                | Stensättning            |              | Halla, Södermanland |       | 58.885750, 16.598575 | 10032800370002 | Ladda upp en bild av detta fornminne |
| Halla 38:1                | Röse                    |              | Halla, Södermanland |       | 58.883580, 16.606409 | 10032800380001 | Ladda upp en bild av detta fornminne |
| Halla 40:1                | Stensättning            |              | Halla, Södermanland |       | 58.866787, 16.642033 | 10032800400001 | Ladda upp en bild av detta fornminne |
| Halla 40:2                | Stensättning            |              | Halla, Södermanland |       | 58.866791, 16.641913 | 10032800400002 | Ladda upp en bild av detta fornminne |
| Baldersborg (Halla 41:1)  | Fornborg                |              | Halla, Södermanland |       | 58.874679, 16.630879 | 10032800410001 | Ladda upp en bild av detta fornminne |
| Glasberget (Halla 42:1)   | Fornborg                |              | Halla, Södermanland |       | 58.849808, 16.634583 | 10032800420001 | Ladda upp en bild av detta fornminne |
| Glasberget (Halla 42:2)   | Röse                    |              | Halla, Södermanland |       | 58.849480, 16.635245 | 10032800420002 | Ladda upp en bild av detta fornminne |
| Halla 44:1                | Stensättning            |              | Halla, Södermanland |       | 58.849432, 16.637601 | 10032800440001 | Ladda upp en bild av detta fornminne |
| Halla 44:2                | Stensättning            |              | Halla, Södermanland |       | 58.849367, 16.637842 | 10032800440002 | Ladda upp en bild av detta fornminne |
| Halla 44:3                | Stensättning            |              | Halla, Södermanland |       | 58.849241, 16.637942 | 10032800440003 | Ladda upp en bild av detta fornminne |
| Halla 45:1                | Stensättning            |              | Halla, Södermanland |       | 58.845492, 16.624720 | 10032800450001 | Ladda upp en bild av detta fornminne |
| Halla 46:1                | Grav- och boplatsområde |              | Halla, Södermanland |       | 58.848683, 16.650459 | 10032800460001 | Ladda upp en bild av detta fornminne |
| Halla 48:1                | Röse                    |              | Halla, Södermanland |       | 58.850358, 16.682382 | 10032800480001 | Ladda upp en bild av detta fornminne |
| Halla 49:1                | Stensättning            |              | Halla, Södermanland |       | 58.849680, 16.655098 | 10032800490001 | Ladda upp en bild av detta fornminne |
| Halla 50:1                | Gravfält                |              | Halla, Södermanland |       | 58.836829, 16.633809 | 10032800500001 | Ladda upp en bild av detta fornminne |
| Halla 51:1                | Gravfält                |              | Halla, Södermanland |       | 58.838094, 16.631375 | 10032800510001 | Ladda upp en bild av detta fornminne |
| Halla 52:1                | Stensättning            |              | Halla, Södermanland |       | 58.841779, 16.625947 | 10032800520001 | Ladda upp en bild av detta fornminne |
| Halla 53:1                | Röse                    |              | Halla, Södermanland |       | 58.848848, 16.630812 | 10032800530001 | Ladda upp en bild av detta fornminne |
| Halla 53:2                | Röse                    |              | Halla, Södermanland |       | 58.848824, 16.631224 | 10032800530002 | Ladda upp en bild av detta fornminne |
| Halla 53:3                | Röse                    |              | Halla, Södermanland |       | 58.848671, 16.631254 | 10032800530003 | Ladda upp en bild av detta fornminne |
| Halla 54:1                | Stensättning            |              | Halla, Södermanland |       | 58.816928, 16.639912 | 10032800540001 | Ladda upp en bild av detta fornminne |
| Halla 56:1                | Stensättning            |              | Halla, Södermanland |       | 58.821732, 16.645071 | 10032800560001 | Ladda upp en bild av detta fornminne |
| Halla 61:1                | Stensättning            |              | Halla, Södermanland |       | 58.827970, 16.641396 | 10032800610001 | Ladda upp en bild av detta fornminne |
| Halla 62:1                | Stensättning            |              | Halla, Södermanland |       | 58.829210, 16.641668 | 10032800620001 | Ladda upp en bild av detta fornminne |
| Halla 63:1                | Stensättning            |              | Halla, Södermanland |       | 58.832749, 16.642445 | 10032800630001 | Ladda upp en bild av detta fornminne |
| Halla 64:1                | Hög                     |              | Halla, Södermanland |       | 58.835028, 16.643732 | 10032800640001 | Ladda upp en bild av detta fornminne |
| Halla 66:1                | Hög                     |              | Halla, Södermanland |       | 58.836561, 16.641749 | 10032800660001 | Ladda upp en bild av detta fornminne |
| Halla 67:1                | Stensättning            |              | Halla, Södermanland |       | 58.848647, 16.654993 | 10032800670001 | Ladda upp en bild av detta fornminne |
| Halla 68:1                | Stensättning            |              | Halla, Södermanland |       | 58.845210, 16.637721 | 10032800680001 | Ladda upp en bild av detta fornminne |
| Halla 71:1                | Stensättning            |              | Halla, Södermanland |       | 58.847164, 16.666802 | 10032800710001 | Ladda upp en bild av detta fornminne |
| Halla 72:1                | Gravfält                |              | Halla, Södermanland |       | 58.846884, 16.663427 | 10032800720001 | Ladda upp en bild av detta fornminne |
| Halla 73:1                | Stensättning            |              | Halla, Södermanland |       | 58.849052, 16.632830 | 10032800730001 | Ladda upp en bild av detta fornminne |
| Halla 73:2                | Stensättning            |              | Halla, Södermanland |       | 58.848964, 16.632653 | 10032800730002 | Ladda upp en bild av detta fornminne |
| Halla 74:1                | Stensättning            |              | Halla, Södermanland |       | 58.848245, 16.632611 | 10032800740001 | Ladda upp en bild av detta fornminne |
| Halla 75:1                | Gravfält                |              | Halla, Södermanland |       | 58.847758, 16.630610 | 10032800750001 | Ladda upp en bild av detta fornminne |
| Halla 78:1                | Gravfält                |              | Halla, Södermanland |       | 58.862685, 16.630381 | 10032800780001 | Ladda upp en bild av detta fornminne |
| Halla 80:1                | Hög                     |              | Halla, Södermanland |       | 58.862894, 16.631272 | 10032800800001 | Ladda upp en bild av detta fornminne |
| Halla 81:1                | Stensättning            |              | Halla, Södermanland |       | 58.866401, 16.626813 | 10032800810001 | Ladda upp en bild av detta fornminne |
| Halla 81:2                | Stensättning            |              | Halla, Södermanland |       | 58.866275, 16.626808 | 10032800810002 | Ladda upp en bild av detta fornminne |
| Halla 82:1                | Stensättning            |              | Halla, Södermanland |       | 58.863312, 16.654810 | 10032800820001 | Ladda upp en bild av detta fornminne |
| Halla 82:3                | Stensättning            |              | Halla, Södermanland |       | 58.863218, 16.654303 | 10032800820003 | Ladda upp en bild av detta fornminne |
| Halla 83:1                | Stensättning            |              | Halla, Södermanland |       | 58.867190, 16.625162 | 10032800830001 | Ladda upp en bild av detta fornminne |
| Halla 83:2                | Stensättning            |              | Halla, Södermanland |       | 58.867130, 16.624883 | 10032800830002 | Ladda upp en bild av detta fornminne |
| Halla 86:1                | Gravfält                |              | Halla, Södermanland |       | 58.869654, 16.632158 | 10032800860001 | Ladda upp en bild av detta fornminne |
| Halla 87:1                | Stensättning            |              | Halla, Södermanland |       | 58.870443, 16.632694 | 10032800870001 | Ladda upp en bild av detta fornminne |
| Halla 88:1                | Stensättning            |              | Halla, Södermanland |       | 58.872768, 16.624036 | 10032800880001 | Ladda upp en bild av detta fornminne |
| Halla 89:1                | Stensättning            |              | Halla, Södermanland |       | 58.872548, 16.627501 | 10032800890001 | Ladda upp en bild av detta fornminne |